# Regis Martínez
Regis Martínez (Córdoba, Argentina, 1809 - Gualeguaychú, agosto de 1862), abogado y político argentino, miembro del Congreso General Constituyente que sancionó la Constitución Argentina de 1853.

## Biografía
Era hijo del coronel unitario José Julián Martínez. Estudió en la Universidad de Córdoba, en la que se recibió de bachiller en derecho.
Apoyó la revolución unitaria de 1840, por la que Córdoba se unió a la Coalición del Norte, y cuando esta fue vencida huyó a Tucumán, de donde emigró a Chile y a Brasil.
Regresó a Córdoba poco después de la batalla de Caseros y, por influencia de su amigo Manuel Vicente Bustos, gobernador de La Rioja, fue diputado por esa provincia al Congreso Constituyente de Santa Fe. Participó en los debates –a diferencia de varios otros diputados, que se limitaron a votar todo a favor– centrándose en la defensa de las autonomías provinciales. Votó la sanción de la Constitución Argentina de 1853.
En 1854 fue elegido senador nacional por Córdoba; se destacó como un legislador activo y militante. En 1857 fue administrador nacional de correos y caminos. Aprovechó y oficializó las rutas seguidas por la empresa Mensajerías Argentinas del riojano Timoteo Gordillo, para establecer las rutas nacionales por el interior del país; casi todas las actuales rutas nacionales de las provincias de Santa Fe, Córdoba, San Luis, Mendoza y Santiago del Estero, por ejemplo, pasan actualmente por las rutas establecidas por Gordillo, y oficializadas y mantenidas por Regis Martínez. Incluso muchas ciudades deben su situación actual a ese diseño de rutas. Dejó el cargo a la caída del presidente Santiago Derqui, después de la batalla de Pavón.
Falleció en Gualeguaychú, provincia de Entre Ríos, en agosto de 1862.